# Andreas Widhölzl

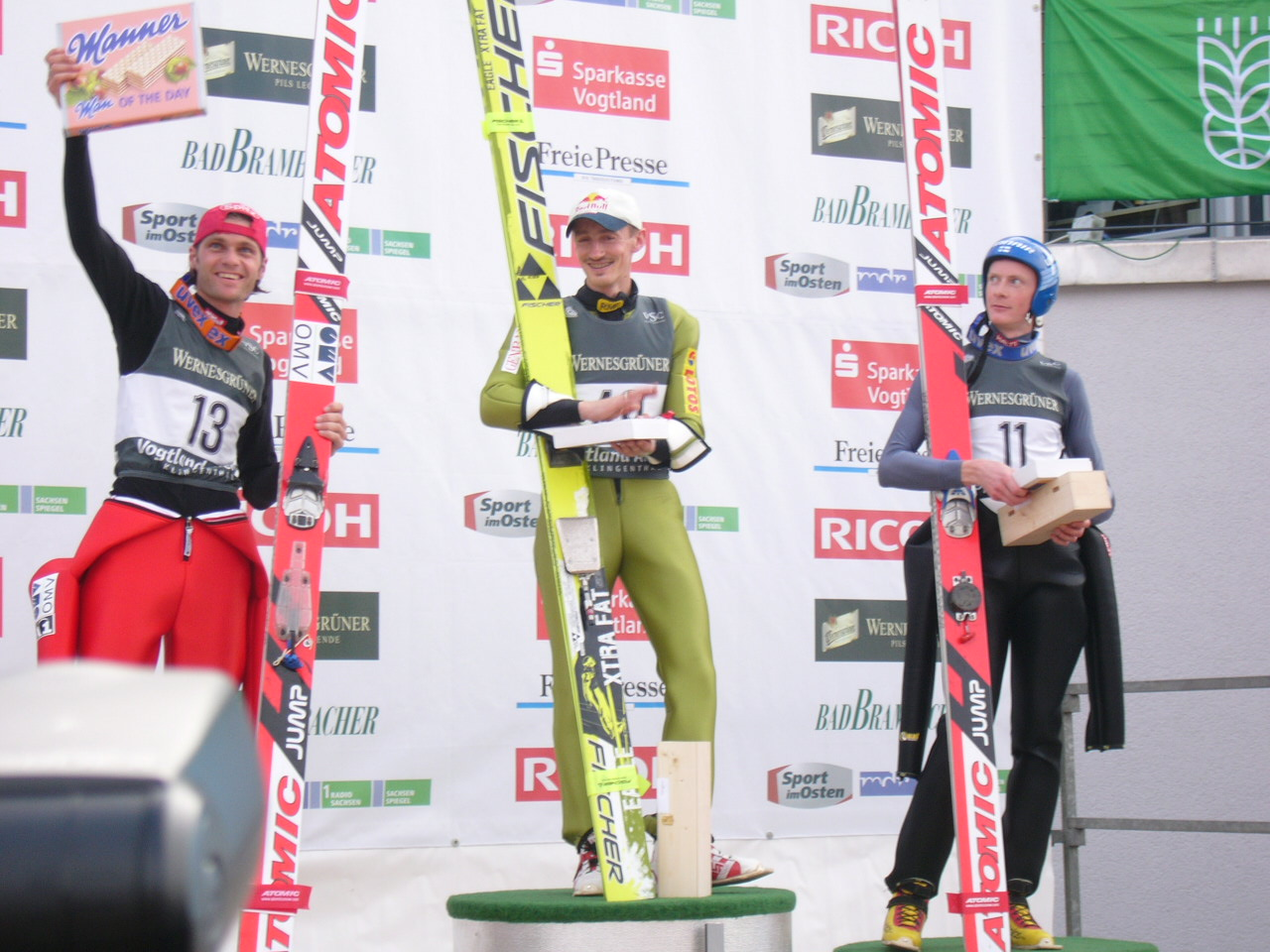
Prispallen i Vogtlandarena 2007. Fr.v.: Andreas Widhölzl, Adam Małysz och Tami Kiuru.

Andreas Widhölzl, född 14 oktober 1976 i St. Johann i Tyrolen, är en österrikisk tidigare backhoppare som representerade Skiclub Mayrhofen/Skiclub Fieberbrunn. Widhölzl är världsmästare och olympisk mästare.

## Karriär
Andreas Widhölzl debuterade i världscupen i Innsbruck 3 januari 1993 under tysk-österrikiska backhopparveckan. Han blev nummer 24 i sin första världscuptävling.
Widhölzl i junor-VM i Harrachov mars 1993 och vann två silvermedaljer, i lagtävlingen och i den individuella tävlingen. Året efter deltog han i junior-VM i Breitenwang. Där vann han en bronsmedalj i lagtävlingen tillsammans med österrikiska laget.

### Världscupen
Andreas Widhölzl tog sin första pallplats i världscupen i Iron Mountain i USA 17 februari 1996 då han tog en andraplats. Den första delsegern i världscupen kom i Lahtis i Finland 9 mars 1997. Widhölzl har 13 hela säsonger i världscupen. Han har 7 säsonger der han har blitt bland de tio bästa totalt. Säsongen 1999/2000 var hans bästa då han blev nummer två sammanlagt. Han har 18 segrar i deltävlingar i världscupen. Den sista kom i Kulm i på hemmaplan i Bad Mitterndorf 15 januari 2005. Hans sista världscuptävling var i Planica i Slovenien 25 mars 2007.

### Skid-VM
Widhölzl startade i sitt första Skid-VM 1995 i Thunder Bay i provinsen Ontario i Kanada. Han blev nummer 26 i normalbacken och nummer 44 i stora backen. Han var med i österrikiska laget och blev nummer 6 i lagtävlingen. Finland vann övertygande och Österrike var 108,8 poäng från prispallen. I Skid-VM 1997 i Trondheim i Norge gick det bättre för Widhölzl med en nionde plats i normalbacken och en 31:e plats i stora backen i Granåsen skisenter. I lagtävlingen blev österrikarna nummer fyra efter Finland, Japan och Tyskland. Österrike var 4,7 poäng från bronsmedaljen.
Skid-VM 1999 ägde rum i Ramsau am Dachstein i Österrike. På hemmaplan lyckades österrikiska laget (Andreas Widhölzl, Martin Höllwarth, Reinhard Schwarzenberger och Stefan Horngacher) att vinna en bronsmedalj. Lagtävlingen blev en uppgörelse mellan Tyskland och Japan. Tyskland vann tävlingen 1,9 poäng före Japan. Österrike var 76,5 poäng efter Japan och 49,8 poäng före Finland. Andreas Widhölzl blev nummer 9 i normalbacken och nummer 12 i stora backen. Widhölzl tävlade också i Skid-VM 2003 i Val di Fiemme i Italien. Han blev nummer 11 i stora backen och nummer 5 med det österrikiska laget i lagtävlingen. Finland vann före Japan och Norge.
I sitt sista Skid-VM i Oberstdorf i Tyskland lyckades Widhölzl vinna två guldmedaljer. Efter en trög start i normalbacken, där han blev nummer 25, vann han guld i lagtävlingen i normalbacken tillsammans med Wolfgang Loitzl, Thomas Morgenstern och Martin Höllwarth. Österrike vann före Tyskland (5,5 poäng) och Slovenien (41,0 poäng). I individuella tävlingen i stora backen blev Widhölzl nummer 17, men vann en ny guldmedalj i lagtävlingen i stora backen. Österrikarna vann 14,4 poäng före Finland och 23,8 poäng före Norge.

### Olympiska vinterspelen
Andreas Widhölzl deltog i sitt första vinter-OS i Nagano i Japan 1998. I första tävlingen i normalbacken i Hakuba Ski Jumping Stadium vann Widhölzl en bronsmedalj endast 2,0 poäng efter Jani Soininen från Finland och 1,0 poäng efter japanen Kazuyoshi Funaki. Han var 1,0 poäng före Janne Ahonen från Finland i en mycket jämn tävling. I stora backen missade han en ny bronsmedalj med 0,1 poäng (minsta möjliga marginal) då han blev nummer fyra, 14,1 poäng efter guldvinnaren Kazuyoshi Funaki, 2,6 poäng efter silvermedaljören Jani Soininen och 0,1 poäng efter Masahiko Harada från Japan. I lagtävlingen vann Österrike en bronsmedalj efter Japan och Tyskland.
Under olympiska spelen 2002 i Salt Lake City i Utah i USA misslyckades Widhölzl i de individuella tävlingarna i Utah Olympic Park. Han blev nummer 24 i normalbacken ock nummer 21 i stora backen. Simon Ammann från Schweiz vann båda tävlingarna. Lagtävlingen blev en kamp mellan Finland och Tyskland. Tyskarna vann med endast 0,1 poäng. Slovenia tog bronsmedaljen 19,5 poäng före österrikarna som slutade på fjärde plats.
Olympiska spelen 2006 i Turin i Italien blev Andreas Widhölzls sista. I normalbacken i Pragelato blev han nummer 17 och i stora backen nummer 21. I lagtävlingen låg Österrikiska laget (Andreas Widhölzl, Andreas Kofler, Martin Koch och Thomas Morgenstern) strax före Finland efter et jättehopp av Andreas Kofler. Österrike höll undan i andra omgången och vann lag-guldet 7,4 poäng före Finland och 33,9 poäng före Norge.

### Tysk-österrikiska backhopparveckan
Andreas Widhölzl tävlade 13 säsonger i tysk-österrikiska backhopparveckan. Han vann tävlingen totalt säsongen 1999/2000. Då vann han de tre sista deltävlingarna i backhopparveckan (Garmisch-Partenkirchen, Innsbruck och Bischofshofen) och blev nummer 3 i öppningstävlingen i Oberstdorf. Widhölzl vann också deltävlingen i Bischofshofen 1999. Han blev nummer 5 totalt säsongen 2001/2002 och nummer 7 säsongen 1997/1998.

### VM i skidflygning
Widhölzl startade i 6 VM i skidflygning. Första VM-tävlingen var i Kulm i Bad Mitterndorf 1996 på hemmaplan Han slutade på 11:e plats. Landsmannen Andreas Goldberger vann guldet. I VM i Heini Klopfer-backen i Oberstdorf 1998 blev han nummer 9. Han vann en silvermedalj i VM i Vikersundbacken i Norge efter Sven Hannawald från Tyskland och före Janne Ahonen. I VM 2002 i Čerťák i Harrachov i Tjeckien blev Widhölzl nummer 7.
I VM 2004 i Letalnica bratov Gorišek i Planica infördes lagtävling i skidflygning. Widhölzl ock lagkamraterna vann bronsmedaljen efter guldvinnarna Norge och silvermedaljörerna Finland. I individuella tävlingen blev Widhölzl nummer 16. Andreas Widhölzl deltog i sitt sista VM i skidflygning i Kulm 2006 där han vann sin andra silvermedalj i skidflygning i individuella tävlingen. I lagtävlingen slutade Österrike på en fjärdeplats. Widhölzl blev nummer tre totalt i världscupen i skidflygning 1997/1998. 

### Andra tävlingar
Andreas Widhölzl vann Nordic Tournament 1998 och Sommar-Grand-Prix 2002. Widhölzl blev österrikisk mästare i backhoppning 2001 (laghopp och normalbacke) och 2002 (normalbacke). Han vann silvermedalj i stora backen 2006 och brons i 2004 (också stora backen).